# Cá nhám cưa Nhật Bản
Cá nhám cưa Nhật Bản (tên khoa học Pristiophorus japonicus) là một loài cá nhám thuộc họ Pristiophoridae, bộ Cá nhám cưa. Chúng được tìm thấy ở phía Tây bắc Thái Bình Dương xung quanh Nhật Bản, Bán đảo Triều Tiên, và phía bắc Trung Quốc, giữa vĩ độ 48 °B và 22 °B. Nó được tìm thấy ở đáy cát hoặc đáy bùn ở độ sâu từ 50 đến 800 m (160 đến 2.600 ft). Chiều dài của nó lên đến 1,36 m (4 ft 6 in).
Cá nhám cưa Nhật Bản là loài thụ tinh trong, mỗi lần chúng có thể đẻ được 12 con cá nhám con.